# Rudolf Friedrich
Rudolf Friedrich (15 de Junho de 1914 - 15 de Julho de 1943) foi um comandante de U-Boot que serviu na Kriegsmarine durante a Segunda Guerra Mundial.